# Jean-Marie-Raoul Le Bas de Courmont
Jean-Marie-Raoul Le Bas de Courmont (15 avril 1841, Le Carbet - 20 février 1925), est un prélat français, vicaire apostolique de Zanguebar (actuel diocèse de Zanzibar) et évêque titulaire de Bodona (it) de 1883 à 1896.

## Biographie
Jean-Marie-Raoul Le Bas de Courmont naquit au Carbet, à la Martinique, le 15 avril 1841. Son père Aristide de Courmont était alors grand planteur au Morne-Vert et son grand-père maternel, Jean-Baptiste Ozier, de Bèllevue, qui fut son parrain, était maire du Vauclin. D'une famille riche et honorée, l'enfant semble-t-il, n'avait qu'à se laisser vivre, pour réussir dans le monde. 
Sur les conseils d'un de ses amis, M. le Chanoine Pène, d'Anères (Hautes-Pyrénées), membre du clergé de la Martinique, qui avait son frère cadet, professeur au Petit-Séminaire de Saint-Pé, il se détermina à l'envoyer dans cette maison. A neuf ans, Raoul devient élève de Saint-Pé. Aimable, pétulant plein de cordialité, il y est chéri de tous. C'est l'enfant de la maison. Raoul de Courmont n'avait que 13 ans quand fut proclamé le dogme de l'Immaculée Conception. Les fêtes célébrées à cette occasion, éveillèrent son imagination d'enfant. Quand la Vierge Marie, apparut à Bernadette dans la grotte de Lourdes, Raoul de Courmont était alors en seconde. Toute sa vie, Mgr de Courmont gardera de Notre-Dame de Lourdes la vive impression qu'il en reçut à Saint-Pé, comme jusqu'à la mort il aura pour la Vierge l'amour primesautier d'un enfant pour sa mère.
A la fin de septembre 1860, il quitte Petit-Séminaire de Saint-Pé pour entrer au Séminaire des Colonies de Paris, dirigé par les 
Pères du Saint-Esprit. En septembre 1862 il est admis sur sa demande au scholasticat comme postulant. Mais pour raison de santé, il est rapidement obligé de le quitter pour retrouver sa famille à la Martinique, non sans avoir reçu la Tonsure et les Ordres Mineurs. A Fort-de-France, pour éponger les dettes familiales, il travaille comme professeur, tandis que sa santé revient. 
En 1867 il revient à Paris. Il est ordonné prêtre à 27 ans le 6 juin 1868. Deux mois et demi plus tard, le 23 août, il fait sa profession et entre dans la congrégation du Saint-Esprit.
Pendant la Guerre de 1870, il est aumônier volontaire des Ambulances Volantes.
De 1875 à 1883, il est enseignant au Séminaire de la congrégation.
Il est nommé le 23 novembre 1883 vicaire apostolique de Zanguebar (l'actuel diocèse de Zanzibar) et évêque titulaire de Bodona (it). Il est ordonné évêque le 16 décembre suivant, par l'évêque de Grenoble Amand-Joseph Fava comme principal consécrateur. 
Il conserve sa charge jusqu'en 1896, année où il démissionne, à l'âge de 53 ans, après 2 ans de sérieux problèmes de santé. Il est ensuite auxiliaire bénévole des archevêques de Paris et de beaucoup d'évêques de France et vicaire apostolique émérite jusqu'à sa mort en 1925.

## Sources
- Notices d'autorité :   - VIAF
  - ISNI
  - BnF (données)
- Ressource relative à la religion :   - Catholic Hierarchy